# Суленцин (Великопольське воєводство)
Суленцин (пол. Sulęcin) — село в Польщі, у гміні Кшикоси Сьредського повіту Великопольського воєводства.
Населення — 492 особи (2011).
У 1975-1998 роках село належало до Познанського воєводства.

## Демографія
Демографічна структура станом на 31 березня 2011 року:
|          | Загалом | Допрацездатний вік | Працездатний вік | Постпрацездатний вік |
| -------- | ------- | ------------------ | ---------------- | -------------------- |
| Чоловіки | 241     | 47                 | 171              | 23                   |
| Жінки    | 251     | 59                 | 147              | 45                   |
| Разом    | 492     | 106                | 318              | 68                   |